# Os diários secretos de Agatha Christie: 50 anos de mistérios na criação
Livro publicado originalmente em 2009 por John Curran pela Harper Collins e traduzido para a língua portuguesa em 2010 por Thereza Christina Rocque da Motta e publicado pela editora Leya.
O livro contém dois contos inéditos da romancista policial Agatha Christie: O incidente da bola de cachorro e A captura de Cérbero que foi rejeitado pelo editor e fazia parte do "Os Doze Trabalhos de Hércules". O primeiro conto foi descartado porque ela preferiu expandi-lo para um romance ("Dumb Witness") e o segundo o editor rejeitou, porque descrevia um ditador igual a Hitler, e seria publicado durante o período da Segunda Guerra Mundial.